# Договор перестраховки
Договор о перестраховке 1887 года (нем. Rückversicherungsvertrag) — обиходное (в дипломатических кругах Германии и России) название тайного договора между Россией и Германией, подписанного в Берлине 6 (18) июня 1887 года канцлером Бисмарком и русским послом П. А. Шуваловым, в том же месяце ратифицирован обеими сторонами.
В условиях развала (после сербско—болгарского военного конфликта 1885—1886 года) «Союза трёх императоров» Германия, стремясь избежать русско-французского сближения, пошла на заключение двустороннего соглашения с Россией. «Застраховавшись» для новой войны против Франции союзом с Австрией и Италией, Германия решила «перестраховаться» соглашением с Россией. В январе 1887 года переговоры в Берлине были начаты Петром Шуваловым, вместе со своим братом Павлом Шуваловым, — первоначально со статс-секретарём ведомства иностранных дел Германии, старшим сыном Отто фон Бисмарка Гербертом Бисмарком. Пётр Шувалов предложил Германии полную свободу действий в отношении Франции — в обмен на непрепятствование Германией овладению Россией проливами Босфор и Дарданеллы и восстановлению ею контроля над Болгарией; канцлер Отто фон Бисмарк был приятно удивлён предложениями Шувалова.
После некоторого периода охлаждения отношений между Берлином и Петербургом, в мае 1887 года возобновились переговоры между Павлом Шуваловым и Отто фон Бисмарком, закончившиеся подписанием тайного договора. По его условиям, обе стороны должны были сохранять нейтралитет при войне одной из них с любой третьей великой державой, кроме случаев нападения Германии на Францию или России на Австро-Венгрию.
К договору прилагался особый протокол, по которому Германия обязывалась оказать России дипломатическое содействие, если русский император найдёт нужным «принять на себя защиту входа в Чёрное море» в целях «сохранения ключа к своей империи». Германия обещала также никогда не давать согласия на реставрацию князя Баттенбергского на болгарском престоле, что было для императора Александра III вопросом личного престижа и самолюбия.
В 1890 году срок действия договора перестраховки истёк. По инициативе барона Гольштейна новое правительство Германии во главе с генералом Лео фон Каприви отказалось его возобновлять.